# MVP de la Liga Asobal
El MVP de la Liga ASOBAL, o también Mejor Jugador de la Liga ASOBAL, es un premio individual que se entrega de forma anual al finalizar la temporada de la Liga ASOBAL. Se entrega junto con los premios de: siete ideal, mejor defensor, mejor debutante y mejor entrenador en una gala celebrada previa a la Supercopa de España.

## Palmarés
| Año       | Jugador                     | Equipo                | Posición          |
| --------- | --------------------------- | --------------------- | ----------------- |
| 2005-2006 | Arpad Šterbik               | BM Ciudad Real        | Portero           |
| 2006-2007 | Ivano Balić                 | Portland San Antonio  | Central           |
| 2007-2008 | Cristian Ugalde             | FC Barcelona-Cifec    | Extremo izquierdo |
| 2008-2009 | Dani Sarmiento              | Reale Ademar León     | Central           |
| 2009-2010 | Julen Aguinagalde           | BM Ciudad Real        | Pivote            |
| 2010-2011 | Danijel Šarić               | FC Barcelona-Borges   | Portero           |
| 2011-2012 | Julen Aguinagalde (2)       | CB Atlético de Madrid | Pivote            |
| 2012-2013 | Julen Aguinagalde (3)       | CB Atlético de Madrid | Pivote            |
| 2013-2014 | Nikola Karabatić            | FC Barcelona          | Lateral izquierdo |
| 2013-2014 | Danijel Šarić (2)           | FC Barcelona          | Portero           |
| 2014-2015 | Nikola Karabatić (2)        | FC Barcelona          | Lateral izquierdo |
| 2015-2016 | Adrià Figueras              | Fraikin BM Granollers | Pivote            |
| 2016-2017 | Gonzalo Pérez de Vargas     | FC Barcelona-Lassa    | Portero           |
| 2017-2018 | Adrià Figueras (2)          | Fraikin BM Granollers | Pivote            |
| 2018-2019 | Raúl Entrerríos             | Barça Lassa           | Central           |
| 2019-2020 | Jaime Fernández             | Ademar León           | Extremo izquierdo |
| 2020-2021 | Raúl Entrerríos (2)         | Barça Lassa           | Central           |
| 2021-2022 | Dika Mem                    | Barça Lassa           | Lateral derecho   |
| 2022-2023 | Gonzalo Pérez de Vargas (2) | Barça                 | Portero           |
| 2023-2024 | Carlos Álvarez              | Abanca Ademar León    | Extremo derecho   |

1. ↑  Arpad Šterbik se nacionalizó español en 2008, por entonces tenía nacionalidad serbia
2. ↑  Danijel Šarić se nacionalizó qatarí en 2014, por entonces tenía nacionalidad bosnia

## Palmarés por países y jugadores
| País                 | Victorias |
| -------------------- | --------- |
| España               | 13        |
| Francia              | 3         |
| Bosnia y Herzegovina | 2         |
| Serbia               | 1         |
| Croacia              | 1         |

| No. | Jugador                 | Años              |
| --- | ----------------------- | ----------------- |
| 3   | Julen Aguinagalde       | 2010, 2012 y 2013 |
| 2   | Danijel Šarić           | 2011 y 2014       |
| 2   | Nikola Karabatić        | 2014 y 2015       |
| 2   | Adrià Figueras          | 2016 y 2018       |
| 2   | Raúl Entrerríos         | 2019 y 2021       |
| 2   | Gonzalo Pérez de Vargas | 2017 y 2023       |